# Taunusstein
Taunusstein é um município da Alemanha, situado no distrito de Rheingau-Taunus, no estado de Hesse. Tem 67,03 km² de área, e sua população em 2019 foi estimada em 30.050 habitantes.